# Enrico Battaglin
Enrico Battaglin (Marostica, 17 de noviembre de 1989) es un ciclista italiano. Su mayor logro hasta la fecha han sido las tres victorias de etapa conseguidas en el Giro de Italia. 

## Biografía
Su padre Gianni, quien también fue ciclista aficionado, le hizo descubrir el ciclismo a los seis años. Rápidamente el joven Enrico mostró su predisposición. En 2009 entró a formar parte del equipo aficionado italiano Zalf-Désirée-Fior. En la temporada 2010 ganó ocho carreras del calendario italiano, destacando el Gran Premio San Giuseppe, la primera etapa y la general del Giro de las Regiones y el Gran Premio Capodarco. En los campeonatos del mundo en ruta se clasificó 49.º en categoría sub-23.
Al año siguiente, en 2011, consiguió la victoria en el Trofeo Zssdi, en el Gran Premio San Giuseppe y en el Trofeo Ciudad de Brescia. A final de temporada tuvo muchas ofertas de equipos profesionales para convertirse en stagiaire. Al final se unió al equipo continental profesional Colnago-CSF Inox. Además se impuso al sprint, en su quinta carrera como profesional, en la Coppa Sabatini, por delante de Davide Rebellin y de Giovanni Visconti. 
En 2012 firmó un contrato profesional con el Colnago-CSF Inox. En 2013 el equipo cambió de patrocinador y pasó a llamarse Bardiani Valvole-CSF Inox. Dicho equipo fue invitado a participar en el Giro de Italia 2013. Ganó al sprint la cuarta etapa de este Giro, la más larga de la carrera, que tenía la llegada en Serra San Bruno. Tras su victoria en el Giro de Italia se publicó que es el sobrino de Giovanni Battaglin, vencedor de la Vuelta a España 1981 y del Giro de Italia 1981 y del maillot de la montaña en el Tour de Francia 1979; sin embargo anteriormente ya se había desmentido dicho parentesco pese a la coincidencia de apellidos y nacer ambos en Marostica y el propio Enrico confirmó esa falta de parentesco en una entrevista posterior.
En el año 2015, fichó por el equipo Lotto NL-Jumbo para la temporada 2016.

## Palmarés
2010 (como aficionado)
- Giro de las Regiones, más 1 etapa
- Gran Premio San Giuseppe
- Gran Premio Capodarco

2011
- Trofeo Zssdi (como aficionado)[10]
- Gran Premio San Giuseppe (como aficionado)
- Trofeo Ciudad de Brescia (como aficionado)
- Coppa Sabatini

2013
- 1 etapa del Giro de Italia

2014
- 1 etapa del Giro de Italia

2018
- 1 etapa del Giro de Italia

## Resultados en Grandes Vueltas
| Carrera | Carrera         | 2011 | 2012 | 2013 | 2014 | 2015 | 2016 | 2017 | 2018 | 2019  | 2020 | 2021 | 2022 |
| ------- | --------------- | ---- | ---- | ---- | ---- | ---- | ---- | ---- | ---- | ----- | ---- | ---- | ---- |
|         | Giro de Italia  | —    | 74.º | Ab.  | 52.º | Ab.  | 42.º | 64.º | 34.º | 66.º  | 46.º | 85.º | —    |
|         | Tour de Francia | —    | —    | —    | —    | —    | —    | —    | —    | —     | —    | —    | —    |
|         | Vuelta a España | —    | —    | —    | —    | —    | Ab.  | —    | —    | 113.º | —    | —    | —    |

—: no participa

Ab.: abandono